# روکیچین-کولونگا
روکیچین-کولونگا (به لهستانی:  Rokiciny-Kolonia) یک روستا در لهستان است که در گمینا روکیچینه واقع شده‌است. روکیچین-کولونگا ۱٬۳۰۰ نفر جمعیت دارد.